# 韦瑟尔布勒讷科格
韦瑟尔布勒讷科格（意为韦瑟尔布伦的圩田）是德国石勒苏益格－荷尔斯泰因州的一个市镇。总面积21.88平方公里，总人口117人，其中男性60人，女性57人（2011年12月31日），人口密度5人/平方公里。